# Hetaerina erythrokalamus
Hetaerina erythrokalamus là loài chuồn chuồn trong họ Calopterygidae. Loài này được Garrison mô tả khoa học đầu tiên năm 1990.